# Mesene leucophrys
Mesene leucophrys är en fjärilsart som beskrevs av Bates 1868. Mesene leucophrys ingår i släktet Mesene och familjen Riodinidae. Inga underarter finns listade i Catalogue of Life.